# Малинатха

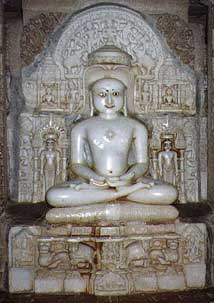
Статуя тиртханкары

Малинатха (санскр. माल्लिणाह) в джайнской традиции — 19-й тиртханкара. Согласно джайнскому учению, он стал сиддхой, полностью сбросив с себя карму. Светамбарская традиция утверждает, что Малинатха был женщиной. Это единственная женщина среди всех 24 тиртханкаров нашей эпохи.
По традиции дигамбаров Малинатха был мужчиной, так как согласно их убеждениям, достичь мокши можно лишь родившись мужчиной. Согласно джайнским текстам, Малинатха родился (родилась) в городе Митхила в династии Икшваку. Его (её) отец — король Кумбха, а мать — королева Прабхавати.